# Marguerite Lehr
Marguerite Lehr (Baltimore, 22 d'octubre de 1898 -14 de desembre de 1987) va ser una matemàtica estatunidenca que va estudiar geometria algebraica, l'humanisme en les matemàtiques i educació matemàtica.

## Formació i primers anys
Nascuda a Baltimore el 22 d'octubre de 1898 i filla de Margaret Kreuter i George Lehr, Marguerite Lehr va assistir al Goucher College, on va fer el pregrau i el grau l'any 1919. Després del seu pregrau, Lehr es va mudar a Roma per estudiar a la Universitat de Roma l'any acadèmic 1923-1924, fundada er l'American Association of University Women i l'M. Carey Thomas University Fellowship. L'any 1925, Lehr es va doctorar a la Bryn Mawr College.

## Carrera i recerca
Després d'obtenir el doctorat, Lehr es va quedar a la seva alma mater, Bryn Mawr, com a instructora; va ser promocionada a professora no numerària l'any 1929, a professora ajudant l'any 1935, i com a professora associada l'any 1937. El 1955, es va compartir en professora titular. Mentre era a Bryn Mawr, va tenir càrrecs temporals o honorífics en diverses altres universitats. A la Universitat Johns Hopkins, va ser professora d'honor de 1931 a 1932; també va ser professora visitant a la Universitat de Princeton de 1956 a 1957. L'any 1958 la Mathematical Association of America i la National Science Foundation la van nombrar conferenciant, i donaria conferències arreu del país. També va treballar amb la MAA i la NBC en la producció de pel·lícules didàctiques de matemàtiques, i va dirigir un programa televisiu que consistia en un curs de matemàtiques, de 1953 a 1954. Quan era a Princeton, i durant la següent dècada, va ser membre del comitè de la Woodrow Wilson Fellowship Award. També va ser membre del comitè de premis de la International Federation of University Women. Lehr va fer conferències al Swarthmore College l'estiu de 1944 i va fer recerca a l'Institut Poincaré de París l'any 1950.

## Premis i honors
Lehr va ser homenatjada pel Goucher College per la seva obra amb una "citació distingida" l'any 1954. va ser membre de la American Association for the Advancement of Science, membre de la Societat Americana de Matemàtiques, de la International Biometric Society, de l'Institute of Mathematical Statistics i de la Mathematical Association of America.